# Crawford (Georgia)
Covington es un pueblo ubicado en el condado de Oglethorpe en el estado estadounidense de Georgia. En el censo de 2000, su población era de 807.

## Demografía
En el 2000 la renta per cápita promedia del hogar era de $19,917, y el ingreso promedio para una familia era de $32,969. El ingreso per cápita para la localidad era de $13,934. Los hombres tenían un ingreso per cápita de $27,500 contra $19,028 para las mujeres.

## Geografía
Covington se encuentra ubicado en las coordenadas 33°53′0″N 83°9′19″O / 33.88333, -83.15528 (33.883289, -83.155413).
Según la Oficina del Censo, la localidad tiene un área total de 3 km² (1,2 mi²), de la cual 3 km² (1,2 mi²) es tierra y 0 km² (0 mi²) (0.00%) es agua.